# Juan María Pou y Camps
Juan Maria Pou y Camps (Gerona, 1 de septiembre de 1801 - Madrid, 16 de octubre de 1865) fue un farmacéutico, médico y químico español.
Estudió farmacia en la Universidad de Barcelona y fue catedrático de análisis químico en el Real Colegio de Medicina, Cirugía y Farmacia del Reino de Navarra en Pamplona (1829), donde se licenció en medicina en 1837. En 1838 obtuvo la cátedra de análisis químico en la Facultad de Medicina de la Universidad Complutense de Madrid. Publicó gran cantidad de estudios científicos y en 1852 fue elegido académico de la Real Academia de Ciencias Exactas, Físicas y Naturales.  Murió de cólera en 1865, contagiado durante la epidemia de 1865 en Madrid por su ayuda a los enfermos.

## Obras
- Filosofía de la elocuencia, edición revisada de la obra de Antoni de Capmany (1836)
- Tradujo al castellano la Histoire naturelle de Georges-Louis Leclerc de Buffon
- Daguerre, J.L. (1839). Exposición histórica y descripción de los procedimientos del daguerreotipo y del diorama. Traducida de la última edición francesa, corregida y considerablemente aumentada con notas, adiciones y aclaraciones que la ponen al alcance de todos. Con siete láminas. Por D. Joaquín Hysern y Molleras. (Doctor Juan María Pou y Camps edición). Madrid: Imprenta de D. Ignacio Boix. OCLC 433881210.